# Norra Eskilstjärnen
Norra Eskilstjärnen är en sjö i Arvika kommun i Värmland och ingår i Göta älvs huvudavrinningsområde.